# Sever de Barcelona
Sever o Sever de Barcelona, per a diferenciar-lo d'altres sants del mateix nom, fou bisbe de Barcelona i màrtir. Se celebra la seva festivitat el 6 de novembre. És un dels patrons (oficialment "patró menys principal") de la diòcesi de Barcelona.

## Llegenda de Sant Sever

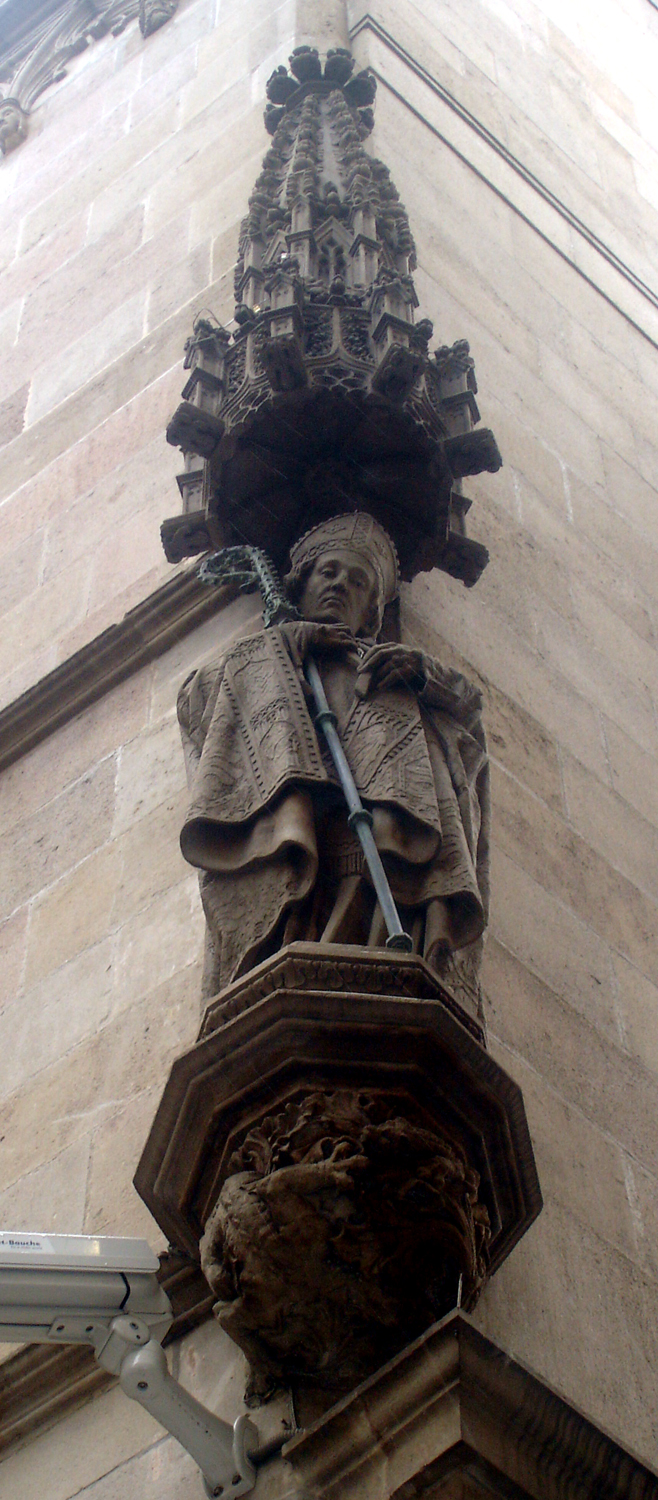
El sant a la façana antiga de la Casa de la Ciutat de Barcelona, s. XIV

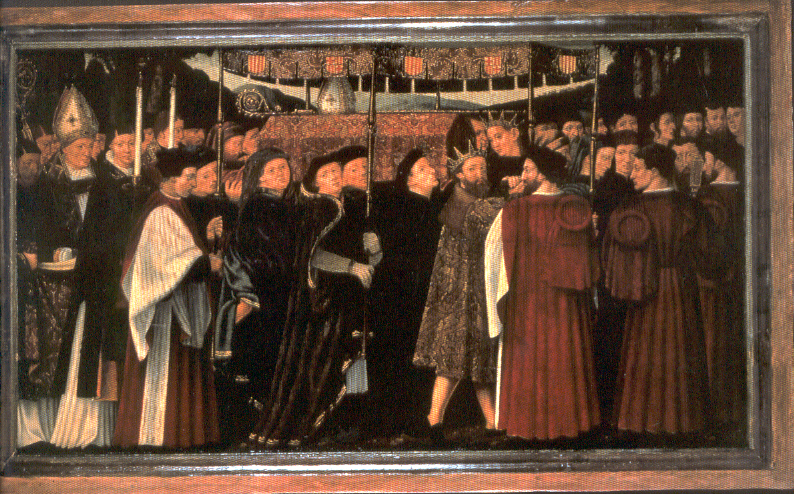
Trasllat de les relíquies de Sant Sever, del retaule del sant pintat per Pere Nunyes i Enric Fernandes, al s. XVI (Barcelona, Museu Diocesà)

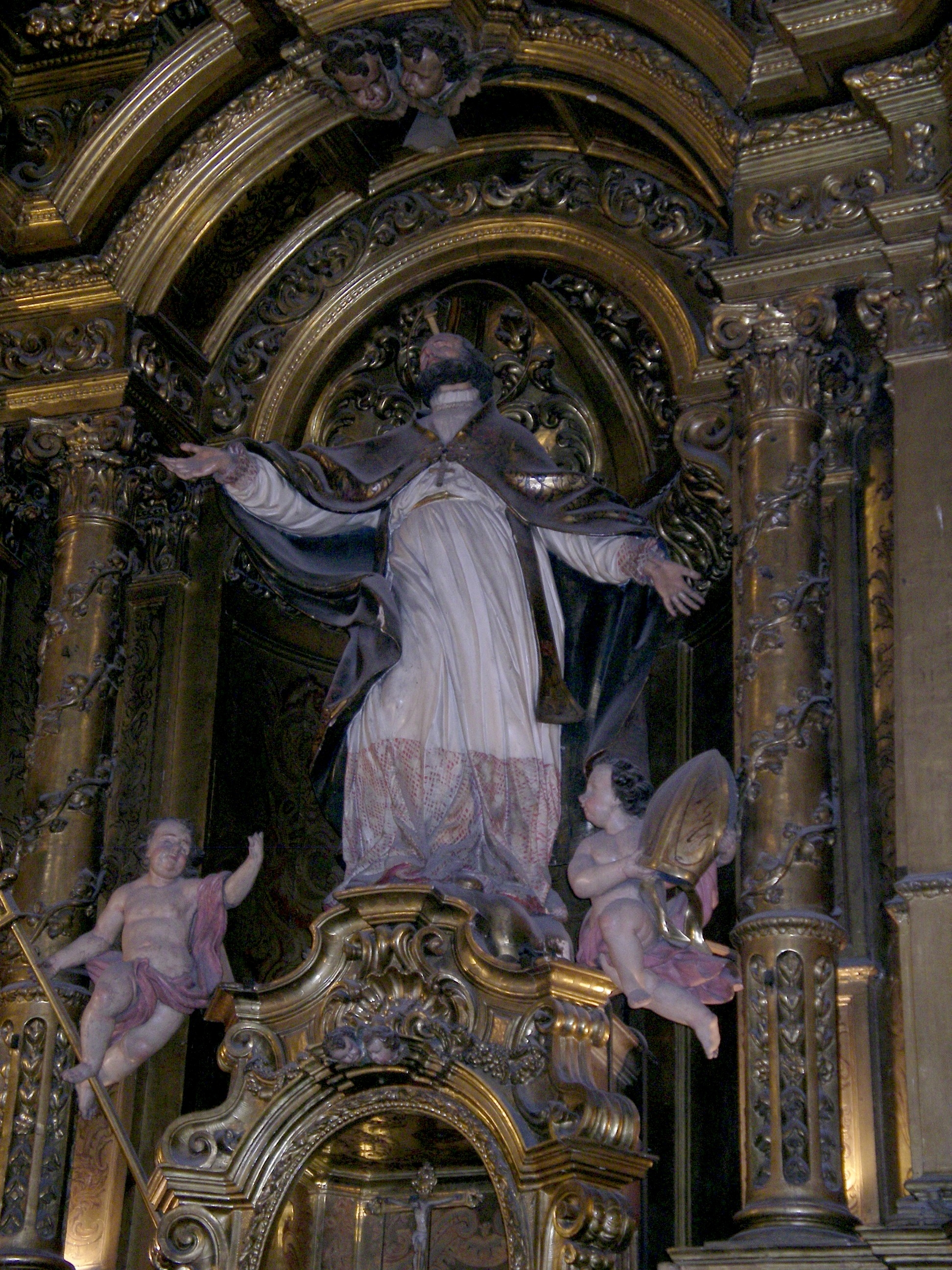
Talla al retaule de l'església de Sant Sever de Barcelona, per Pere Costa i Cases, 1703-1705

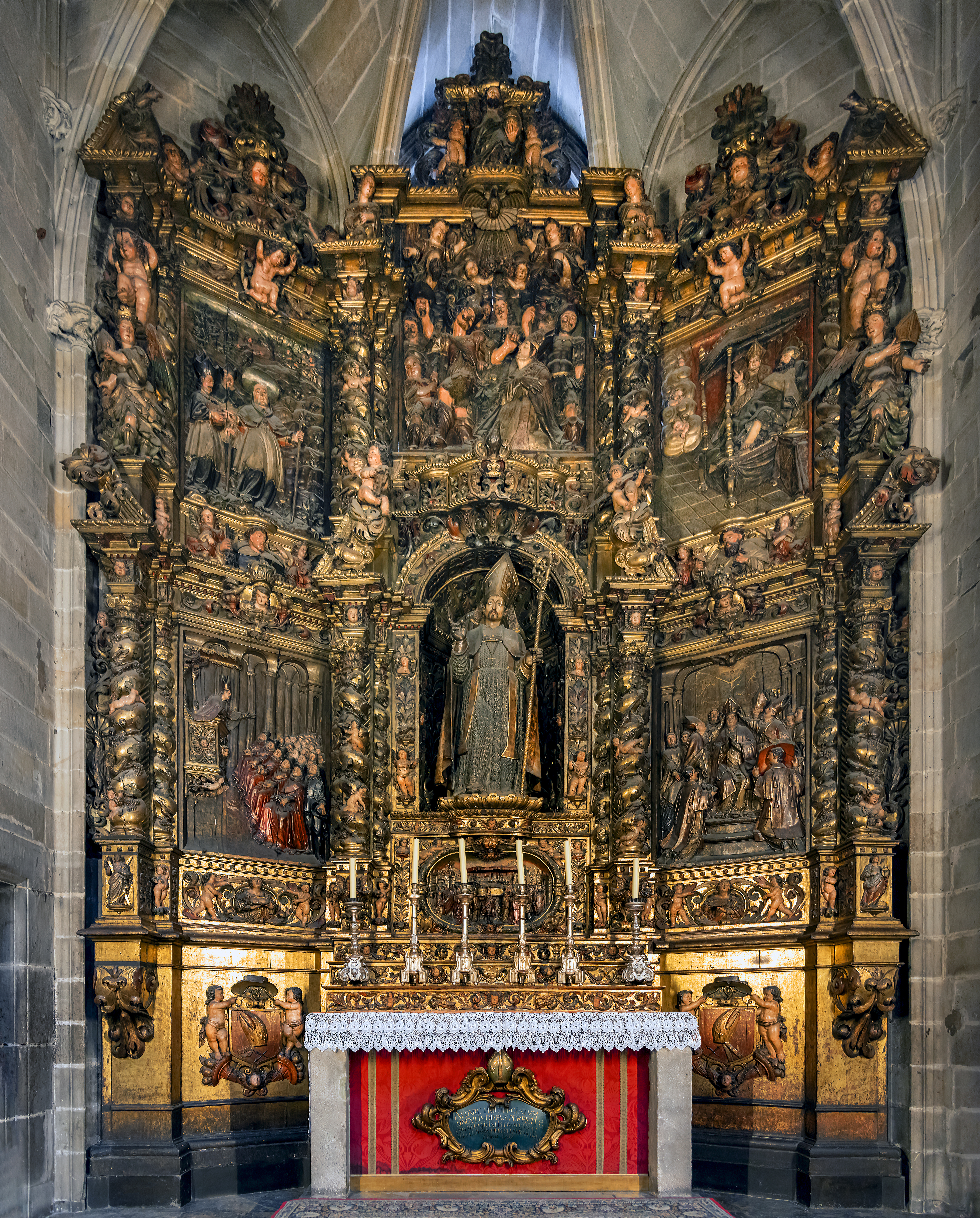
Retaule de Sant Sever, per Francesc Santacruz, s. XVIII (Catedral de Barcelona)

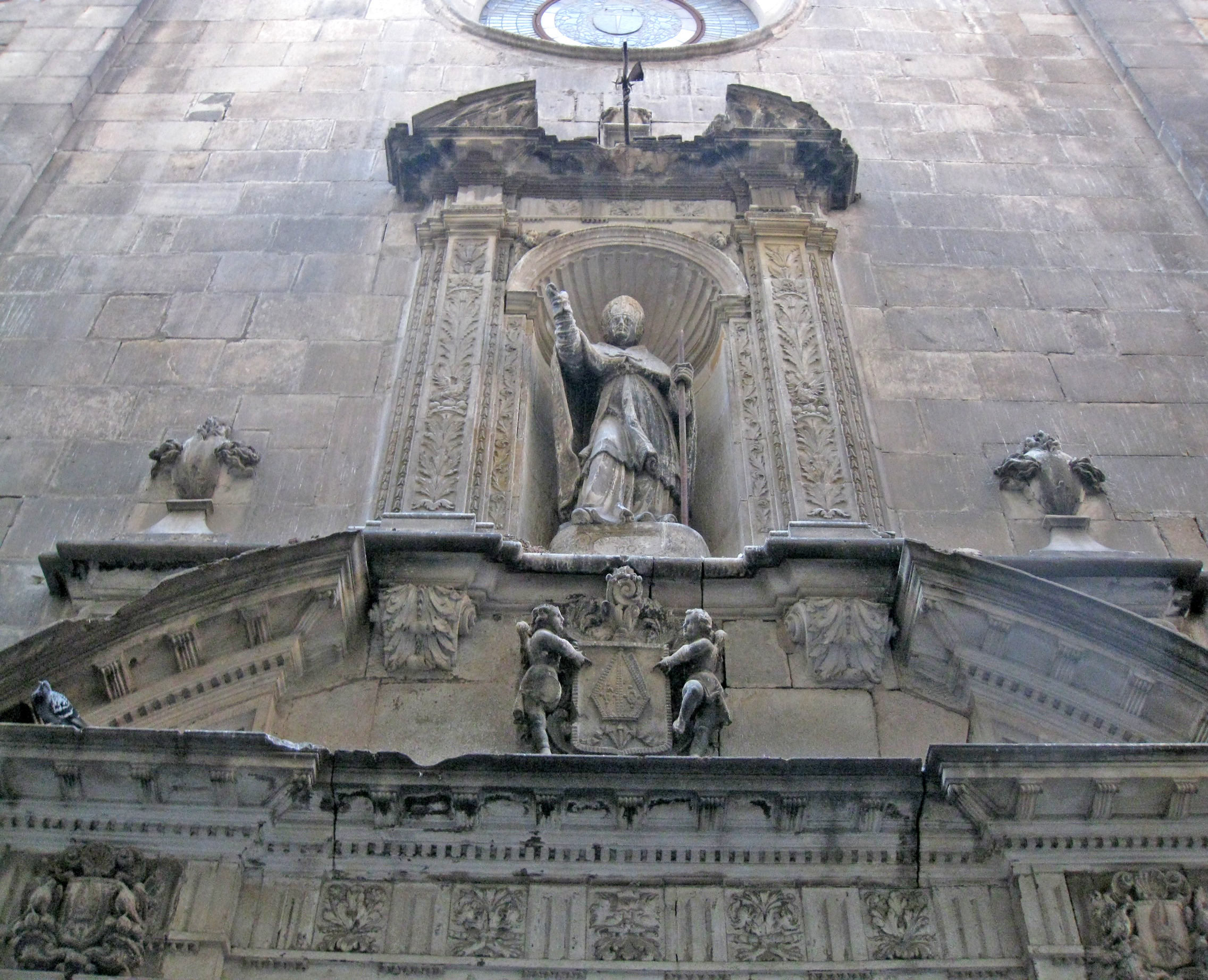
Detall de la façana de l'església de Sant Sever de Barcelona, amb la imatge del sant titular

La tradició el vol nascut a Barcelona i a les actes, tardanes, del seu martiri es narra que era el bisbe de la ciutat quan va començar la persecució de Dioclecià. El bisbe, induït pels fidels, va fugir fent camí cap al Castrum Octavianum, on després s'aixecà Sant Cugat del Vallès. Allí, va ser detingut per un destacament romà i va ser mort, en no renunciar a la seva fe: van clavar-li un clau al cap. Les actes diuen: la sang, que li rajà abundosament, feu caure damunt ses espatlles una clàmide purpúria. El fet deu haver estat el 6 de novembre de 302, ja que en aquesta data se'n va fixar la festivitat litúrgica.

### Llegenda de Sant Medir
Mentre fugia, en arribar a Collserola, el bisbe trobà sant Medir, pagès que estava sembrant faves al seu hort. Quan després van passar els perseguidors, van pensar que Medir el protegia i que, per tant, també era cristià, per la qual cosa també el mataren. La dita Per Sant Sever, faves a fer té l'origen en aquesta tradició.

## Creació de la llegenda
Les notícies històriques sobre el sant del segle iv són inexistents: l'únic Sever real que va ser bisbe de Barcelona va ser-ho entre 620 i 633 o 636, i és conegut com a Sever II de Barcelona. Aquest bisbe podria haver estat màrtir durant les persecucions arrianes, però no n'hi ha constància. Si fos així, aquest fet podria explicar la formació d'un altre sant màrtir del mateix nom, però més aviat sembla el contrari: que un cop ja creat, a partir d'altres tradicions, un sant Sever màrtir al segle iv que mai no havia existit, per fer-lo històricament creïble es va intentar relacionar amb un Sever bisbe del segle vi que podria haver estat màrtir: per això, en alguns santorals consta el sant Sever de Barcelona com a bisbe del segle vi.
Les actes del martiri del sant són molt tardanes, del segle xiii, com els esments a falsos cronicons, per la qual cosa no són fonts fiables. Gregori Maians i Siscar i Jaume Caresmar i Alemany van sostenir al segle xviii la teoria que el sant no havia existit i que la llegenda s'havia format a partir de l'assimilació de la figura del bisbe barceloní a la història real de Sant Sever de Ravenna, bisbe del segle iv.
En tot cas, i com a figura llegendària, Sant Sever màrtir forma part d'una llarga llista de bisbes, de dubtosa historicitat, anteriors al primer bisbe de Barcelona del que hi ha constància i documentació històriques, Pretextat (ca. 347), del qual n'hauria estat l'immediat antecessor.

## Relíquies
El cos del màrtir (o les restes que eren venerades com a seves) fou sebollit on ara hi ha el monestir de Sant Cugat del Vallès. El seu culte anà creixent a partir del segle ix. En van ser devots Oleguer de Barcelona o sant Pere Nolasc. Martí l'Humà li atribuí el guariment d'una nafra a la cama, per la qual cosa va demanar a Sant Cugat part de les relíquies de sant per a traslladar-les a la Catedral de Barcelona, translació que va fer-se, amb permís de Benet XIII, el 3 d'agost de 1405.
Aquestes relíquies van ser col·locades en una bella arqueta de fusta amb decoracions d'ivori, conservada al tresor de la catedral, juntament amb els fragments de teixits orientals que embolcallaven les relíquies. Les relíquies van desaparèixer durant l'ocupació napoleònica de la ciutat; les conservades a Sant Cugat van ser profanades a la crema del convent de 1835 i es perderen. Només se'n conserven una petita relíquia al monestir de Sant Cugat i una part d'os a l'Església de Sant Sever de Barcelona, que es donà al Col·legi del mateix nom al segle xvii.

## Veneració
La diada de Sant Sever va ser festa de precepte a Catalunya durant segles; a més, el 9 d'agost es commemorava la translació de les restes a la catedral. L'altar de la capella del seu nom a la catedral comptava amb un benefici des de 1022. Entre 1412 i 1939 va funcionar, al carrer de la Palla de Barcelona, l'Hospital de Sant Sever, destinat a sacerdots, on hi havia el retaule de Pere Nunyes, del segle xvi, conservat avui al Museu Diocesà de Barcelona. L'església de Sant Sever, al carrer del mateix nom de Barcelona, vora la catedral, es construí entre 1699 i 1703.
Com a sant desdoblat de sant Sever de Ravenna, sant Sever de Barcelona també era venerat com a teixidor, i els col·legis de teixidors de llana de ciutats com Barcelona i Mallorca el tenien com a patró, juntament amb sant Lleonard (en) (també celebrat el 6 de novembre). El col·legi de teixidors de llana de Mallorca, fundat el segle xiv o abans, venerava sant Sever a l'l'església del Carme, avui desapareguda.

## Iconografia
- Retaule de sant Sever, de Francesc de Santacreu i Jacint Trulls (1683, catedral de Barcelona)